# Karina Rivera
Karina Guillermina Rivera Carmelino (Lima, 11 de junio de 1969) es una presentadora de televisión, empresaria, modelo y animadora infantil peruana.

## Carrera
Karina Rivera fue modelo del programa de lotería llamado Bin Cash, de Frecuencia 2 (ahora Latina Televisión) y fue seleccionada como modelo del programa Gisela en América, conducido por Gisela Valcárcel al mes siguiente. Tras la cancelación del programa Hola Yola, conducido por Yola Polastri, en diciembre de 1994, los exdirectivos de América Televisión (familia Crousillat) decidieron realizar un nuevo programa para el bloque infantil. 
El 13 de febrero de 1995, se inició «Utiliniños» en América Televisión, secuencia para niños (durante las vacaciones escolares de verano) que se presentaba al final de la emisión del programa Utilísimas. Cabe destacar que Karina Rivera condujo el mencionado bloque con Timoteo, un muñeco dragón interpretado por Ricardo Bonilla. Paralelamente Rivera fue conductora de los programas Navidad en América, Sabor y son de América en América Televisión y presentadora del Festival de Viña del Mar en dos oportunidades (1995 y 1997).
Dos meses después, tras el éxito de la secuencia Utiliniños, se inició las transmisiones de Karina y Timoteo, programa infantil emitido por América Televisión, dos horas de lunes a viernes, para luego ser pasado a un horario sabatino de cuatro horas como competencia directa de otros programas infantiles. Empezó posicionándose como el programa infantil más visto en su horario y considerado como el más exitoso de la segunda mitad de la década de los noventa. 
En 1998 grabó para el anuncio televisivo Buenas noches, hasta mañana, junto con Timoteo, emitido de lunes a viernes a las 8:00 p. m. y ese mismo año se iniciaron las transmisiones de lunes a viernes del programa El show del Chavo, paralelo al programa de los sábados.
El 14 de agosto de 1999, Karina fue retirada arbitrariamente de la conducción de Karina y Timoteo por motivo de su segundo embarazo e impases con la gerencia general, quienes decidieron reemplazarla por María Pía Copello. Existen rumores de que en aquel entonces los padres de María Pía aprovecharon los problemas que estaba teniendo Karina con la gerencia del canal para recomendar a su hija como reemplazo permanente, ya que se tenía previsto de que fuera temporal por su licencia por embarazo. Estos rumores se basan en algunas entrevistas que la misma Karina ha brindado muchos años después en donde ha dado indicios de que cometieron malas prácticas en su contra y hubo tráfico de influencias. 
Tras ser contratada por Frecuencia Latina, el 8 de julio de 2000, Karina Rivera se vuelve conductora del programa infantil Karina y sus amigos. La buena sintonía del programa hizo que ocurriera lo mismo con su antecesor, seguía transmitiéndose en un horario de lunes a viernes paralelamente a otro sabatino como competencia de otros programas infantiles. 
El programa, al igual que Karina y Timoteo, alternaba juegos con dibujos animados, además de la realización las canciones y musicales. En el programa se les llamaba karichiquitinas a las niñas del elenco y ratones a los niños que participaban y que veían el programa, término utilizado por la animadora años atrás durante la conducción de Karina y Timoteo. El programa fue cancelado en diciembre de 2003, lo que ha mantenido a la animadora alejada de la televisión en 2004, año en que va a residir al extranjero.
En 2003, incursionó en la actuación participando en la telenovela infantil Estos Chikos de Ahora de Panamericana Televisión.
Desde fines de 2005, condujo el programa para madres de familia Creciendo con tu bebé, bajo el auspicio de la marca de pañales Pampers, por ATV, el mismo canal que le dio la oportunidad de realizar nuevamente el programa infantil Karina y sus amigos, por una corta temporada ese mismo año.

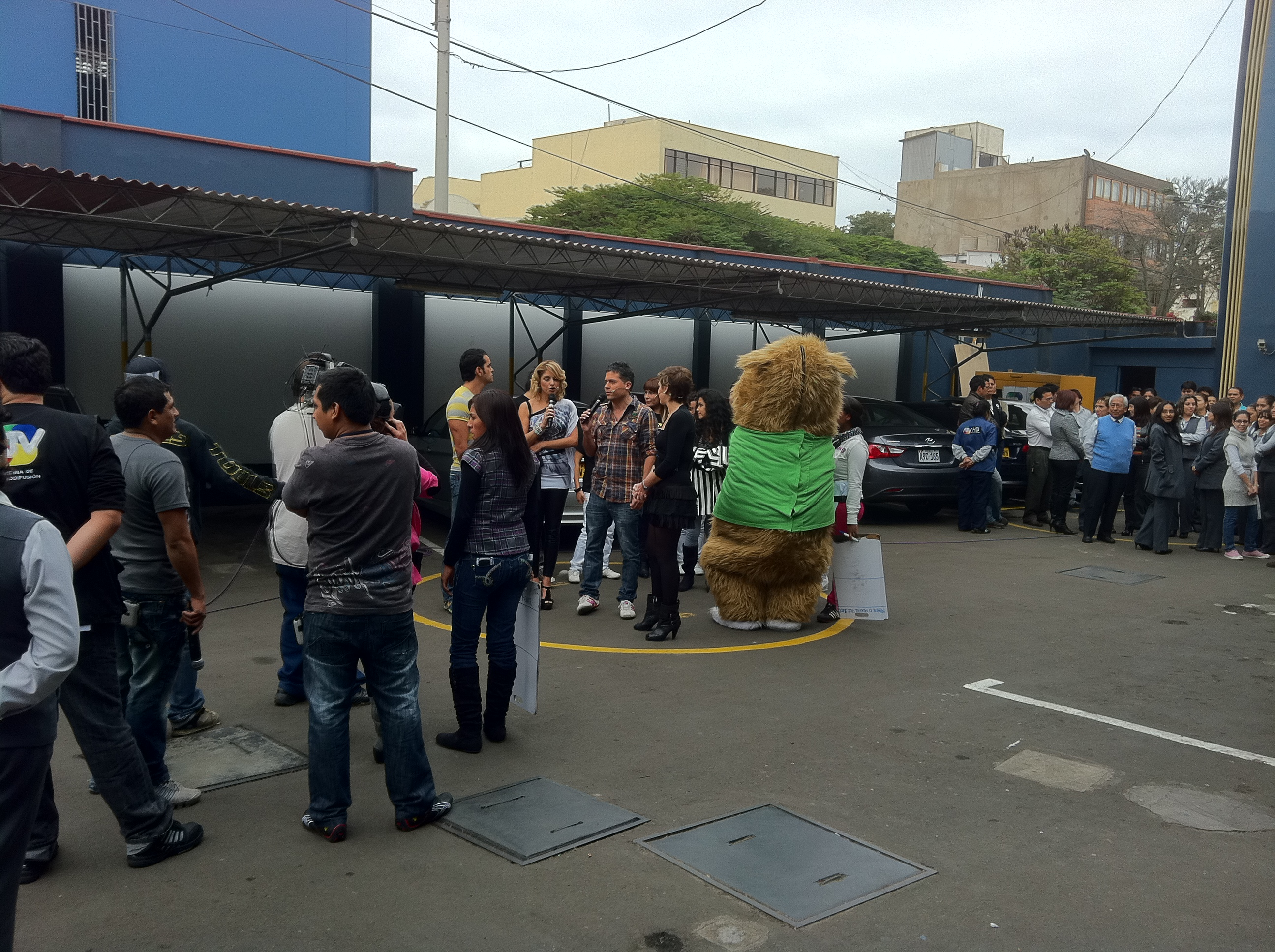
Karina Rivera durante la grabación de Hola a todos

Durante 2011, condujo el programa Hola a todos, al lado de Mathías Brivio, por ATV. En 2012, fue contratada por Global TV para continuar en la conducción de Creciendo con tu bebé, los sábados por la mañana.
Aparece por primera vez en la televisión fuera de la capital en la ciudad de Trujillo, vía UCV Satelital desde el 1 de diciembre de 2012 en el programa infantil Yupi yei, acompañada esta vez con otro dragón, llamado Teodoro, quien era personificado por el mismo Ricardo Bonilla. La señal era retransmitida en varias de sus filiales a nivel nacional. En 2013, esta señal ingresa al satélite vía SATMEX 8, llegando la señal a diversos países latinoamericanos. El programa fue cancelado a inicios de 2015.
Luego de 13 años y medio, Karina Rivera regresó a América Televisión como parte del jurado de Pequeños gigantes (2013-2014) y Apuesto por ti (2015). En 2016, pasó a conducir el magacín femenino Un día en el mall, acompañada de la exlocutora de noticias de Red TV Joyce Guerovich, en Willax Televisión. Luego de 22 años como animadora de TV, empieza la conducción de su primer programa propio de corte familiar para jóvenes y adultos, El blog de Karina, donde se presentan entrevistas a personajes del medio local y notas sobre temas de nutrición, salud, familia y tecnología.

## Vida personal
Es hija de Gonzalo Rivera y Rosario Carmelino. Estudió en el Colegio Beata Imelda. Estuvo casada con el actor cubano Orlando Fundichely desde julio de 1999 a diciembre de 2018. Es madre de Alejandro Heredia, Doris Alexia y Luciana Fundichely, hijas de su último matrimonio. Desde 2013, inició su franquicia de salones de belleza e institutos de cosmetología: Hair Studio Institute. 
En la actualidad está cerca de ser abuela, ya que su hija Doris está esperando un hijo fruto de su relación con Jaime Luna.

## Televisión
| Años                                | Título                    | Rol                | Canal                   |
| ----------------------------------- | ------------------------- | ------------------ | ----------------------- |
| 1989                                | Solo los domingos         | Modelo             | Latina Televisión       |
| 1993                                | Big cash                  | Modelo             | Latina Televisión       |
| 1993-1994                           | Gisela en América         | Modelo             | América Televisión      |
| 1994                                | Studio 4                  | Presentadora       | América Televisión      |
| 1995                                | Utiliniños                | Presentadora       | América Televisión      |
| 1995                                | Navidad en América        | Presentadora       | América Televisión      |
| 1995                                | Sabor y son de América    | Presentadora       | América Televisión      |
| 1995-1999                           | Karina y Timoteo          | Animadora infantil | América Televisión      |
| 1997-1999                           | Circo de Karina y Timoteo | Animadora infantil | América Televisión      |
| 1996-1999                           | El show del Chavo         | Presentadora       | América Televisión      |
| 1995-1998                           | Tele Amor                 | Bloque infantil    | América Televisión      |
| 1995 y 1997                         | Festival Viña del Mar     | Copresentadora     | América Televisión      |
| 2002-2003                           | Teatro desde el teatro    | Varios personajes  |                         |
| julio de 2000-diciembre de 2003     | Karina y sus amigos       | Animadora infantil | Latina Televisión       |
| 2001                                | El Perú se da la mano     | Bloque infantil    | Latina Televisión       |
| 2003                                | Tele Vida                 | Bloque infantil    | Latina Televisión       |
| 2003                                | Estos chikos de ahora     | Dolores Mckenzie   | Panamericana Televisión |
| abril de 2004-noviembre de 2005     | Karina y sus amigos       | Animadora infantil | ATV                     |
| diciembre de 2005-noviembre de 2011 | Creciendo con tu bebé     | Presentadora       | ATV                     |
| 2011                                | Hola a todos              | Presentadora       | ATV                     |
| 2012-2014                           | Creciendo con tu bebé     | Presentadora       | Red Global              |
| 2012-2015                           | Yupi yei                  | Presentadora       | UCV Satelital           |
| 2013-2014                           | Pequeños gigantes         | Jurado             | América Televisión      |
| 2015                                | Apuesto por ti            | Jurado             | América Televisión      |
| 2016                                | Un día en el mall         | Presentadora       | Willax Televisión       |
| 2016                                | El blog de Karina         | Presentadora       | Willax Televisión       |
| 2020                                | Todo por amor             | Presentadora       | Latina Televisión       |
| 2020                                | La ruta del amor          | Presentadora       | Latina Televisión       |